# Бульвар Лесі Українки (Слов'янськ)
Бульвар Лесі Українки — пішохідний бульвар у центрі Слов'янська, одна з головних пішохідних зон міста. Розташований у Старому Місті, на кварталі між вулицями Тараса Шевченка та Національної Гвардії. З весни 2020 року відбувається повна реконструкція бульвару.

## Історія
Ідея створення бульвару у центрі міста виникла у середині ХХ століття, під час забудови території східнішої від Шовковичного парку. До того часу тут були хати-мазанки, що стояли на заболоченій місцині. У 1950-х відбулося висушення боліт за допомогою дренажної системи. Почалася забудова території типовими п'ятиповерховими будинками. Посеред кварталу виник пішохідний бульвар.
До 25 квітня 2024 року носив назву на честь російського письменника Пушкіна та був перейменований в межах кампанії деколонізації, спричиненої російським вторгненням в Україну.

## Опис
Бульвар знаходиться у центрі міста Слов'янськ, на території ареалу «Старе Місто».
Починається від вулиці Тараса Шевченка і завершується біля вулиці Національної Гвардії, упираючись у центральний вхід Шовковичного парку та візуально слугуючи його продовженням.
Біля загальноосвітньої школи І-ІІІ ступенів № 12 стоїть пам'ятник льотчику Миколі Сімейку (створений у 1948 році, скульптор С. Н. Попова, охоронний номер: 579 реєстр № 050002 828 3059-Дн).
Довжина вулиці близько п'ятсот метрів.

## Забудова
Вулиця забудовувалась у той час, коли й виник бульвар.
№ 1. Типова п'ятиповерхівка без особливих стилістичних образів. Має другу адресу — вулиця Тараса Шевченка 11. На будинку знаходиться меморіальна дошка на честь визволення Слов'янська у 1943 році від німецько-фашиських загарбників. Напис на табличці «Слов'янськ був визволений від гітлерівської окупації 6 вересня 1943 року військами 3-ї Гвардійської армії під командуванням генерала-лейтенанта Д. Д. Лелюшенка».
№ 4. Загальноосвітня школа І-ІІІ ступенів № 12. На школі висить меморіальна дошка на честь М. І. Сімейка.
№ 6. П'ятиповерхівка, покрита жовтою «шубою». Має другу адресу — вулиця Василівська 56.
№ 7. П'ятиповерхівка, покрита жовтою «шубою». На 136 квартир. Має другу адресу — вулиця Василівська 54.
№ 8. Типова п'ятиповерхівка без особливих стилістичних образів. Має другу адресу — вулиця Василівська 49.
№ 9. Розважальний комплекс Taler.
№ 10. Торговельний центр. Побудований в 1964 році як конструкторське бюро «Коксхіммаш», у 2020 році переоснащений у торговельний центр.

## Пам'ятки
- пам'ятник двічі герою радянського союзу М. І. Семейку;
- Сквер дружби між Японією та Україною (2017 року створення).